# Влатко Лозаноський
Вла́тко Лозано́ський-Лоза́но (мак. Влатко Лозански-Лозано) — македонський співак, який разом з Есмою Реджеповою представляв Македонію на пісенному конкурсі Євробачення 2013 у Мальме. У другому півфіналі дует посів 16-те місце та не пройшов до фіналу.

## Дискографія
- Lozano (2010)